# Татикий
Тати́кий (ок. 1056 — после 1099) — византийский полководец, один из ближайших советников императора Алексея Комнина.

## Биография

### Ранние годы
Точная дата рождения Татикия неизвестна, однако из того, что Анна Комнина в «Алексиаде» говорит о нём как о ровеснике императора Алексея, можно предположить, что он родился в 1056 году. Его отец был турком, захваченным в плен Иоанном Комнином и служившим в императорском дворце слугой, и он рос вместе с будущим императором Алексеем.
Известно, что в 1078 году Татикий вместе с Алексеем Комнином участвовал в подавлении восстания мятежного полководца Никифора Базилика. После восшествия Алексея на престол он получил титул главного примикерия (важная административная должность), а 18 октября того же года командовал корпусом туркополов в сражении при Диррахии. В ходе войны с норманнами Татикий возглавлял отряды мусульман из окрестностей Охрида.

### Военная и административная карьера
В 1086 году Татикий возглавил поход на Никею. Сначала он был вынужден отступить из-под стен города, поскольку опасался приближения превосходящих сил сельджуков, однако затем, при поддержке Мануила Бутумита, одержал победу над турецкими войсками при Вифинии. Так или иначе, Никею ему взять не удалось, и он был отозван в Константинополь.
В конце 1086 года Татикий с небольшим корпусом отправился подавлять восстание печенегов-манихеев в окрестностях Филиппополя. Он командовал правым флангом византийской армии в сражении при Дристе (1087 год), а затем разбил печенегов ещё в нескольких небольших битвах, окончательно подавив мятеж к 1090 году.
В 1094 году Татикий раскрыл заговор одного из приближённых императора, Никифора Диогена, намеревавшегося убить Алексея и захватить власть. Никифор был ослеплён и изгнан, а Татикий занял место первого советника императора. Позже он получил также титул протопроэдроса, а в 1095 году вместе с Алексеем I участвовал в походе против половцев.

### Участие в Первом Крестовом походе
В 1096 году Татикий во главе городского гарнизона отразил нападение крестоносцев на Константинополь. Позднее он сопровождал крестоносную армию в качестве представителя византийского императора; под его началом находились две тысячи солдат. Татикий принимал участие в осаде Никеи и переговорах с гарнизоном, в результате которых византийцам удалось заполучить город, обманув крестоносцев.
После взятия Никеи он сопровождал крестоносцев во время их перехода через Анатолию, следя за тем, чтобы захваченные земли передавались Византии согласно условиям договора. Согласно Gesta Francorum, он неоднократно давал крестоносцам тактические рекомендации и сообщал им важные сведения. Вероятно, он вместе со своими воинами принимал участие в битве при Дорилее.
Татикий также участвовал в осаде Антиохии, однако его присутствие было нежелательно Боэмунду Тарентскому, которому не хотелось возвращать Антиохию византийцам. Поэтому Боэмунд убедил Татикия, что другие вожди крестоносцев замышляют заговор против него. Испуганный Татикий немедленно покинул армию и отбыл на Кипр, пообещав позднее отправить латинской армии подкрепление; Боэмунд же после его отъезда разразился обвинениями и проклятиями в его адрес, в результате чего предводители крестоносцев решили, что Татикий предал их и покинул войско по собственной трусости. Впоследствии этот инцидент весьма отрицательно сказался на отношениях между европейцами и византийцами.
Последние упоминания о Татикии относятся к 1099 году, когда он командовал византийским флотом, успешно сражавшимся против пизанских пиратов-крестоносцев.

## Отзывы современников
Точных дат рождения и смерти Татикия не приводит ни один источник, однако о его личности много известно из византийских и латинских хроник того времени. Если Анна Комнина описывает его с бесспорным уважением, упоминая о его полководческом и ораторском таланте, то близкие к крестоносцам источники говорят о нём как о предателе и лжеце.
Известно, что Татикий обладал необычной внешностью: он ещё в молодости потерял нос в одном из сражений и поэтому носил золотой протез. Некоторые историки, например, Пьер Виймар, считают, что он был евнухом, поскольку титул великого примикирия в Византии обычно давали лишь оскоплённым мужчинам; однако судя по тому, что в XII веке несколько византийских военачальников носили родовое имя «Татикий», он всё же имел семью и потомство.